# Phthiracarus setosus
Phthiracarus setosus är en kvalsterart som först beskrevs av Banks 1895.  Phthiracarus setosus ingår i släktet Phthiracarus och familjen Phthiracaridae. Inga underarter finns listade i Catalogue of Life.